# Solenostomus armatus
Solenostomus armatus är en fiskart som beskrevs av Weber, 1913. Solenostomus armatus ingår i släktet Solenostomus och familjen Solenostomidae. Inga underarter finns listade i Catalogue of Life.